# Bernhard Kahle

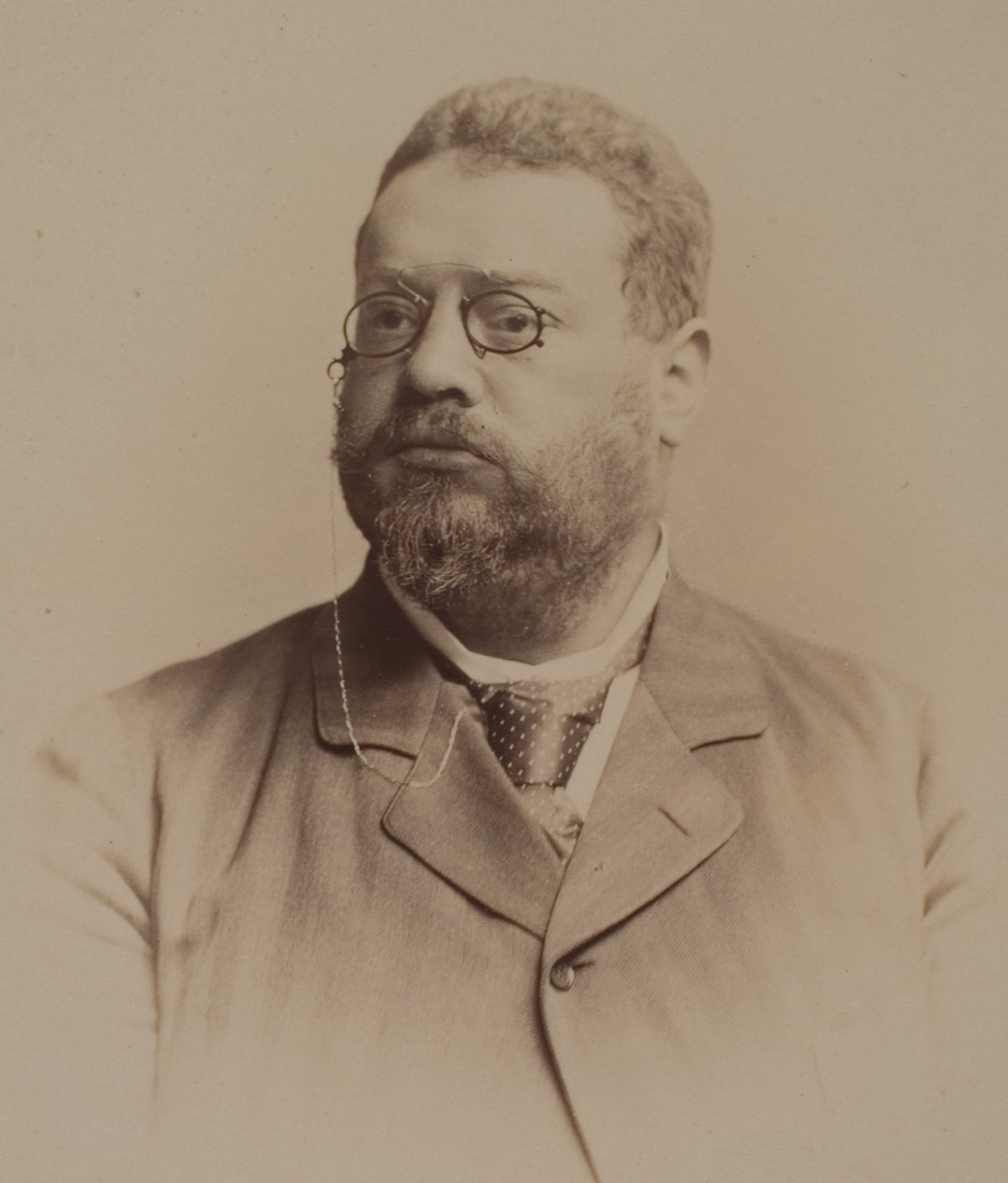
Bernhard Kahle (um 1900)

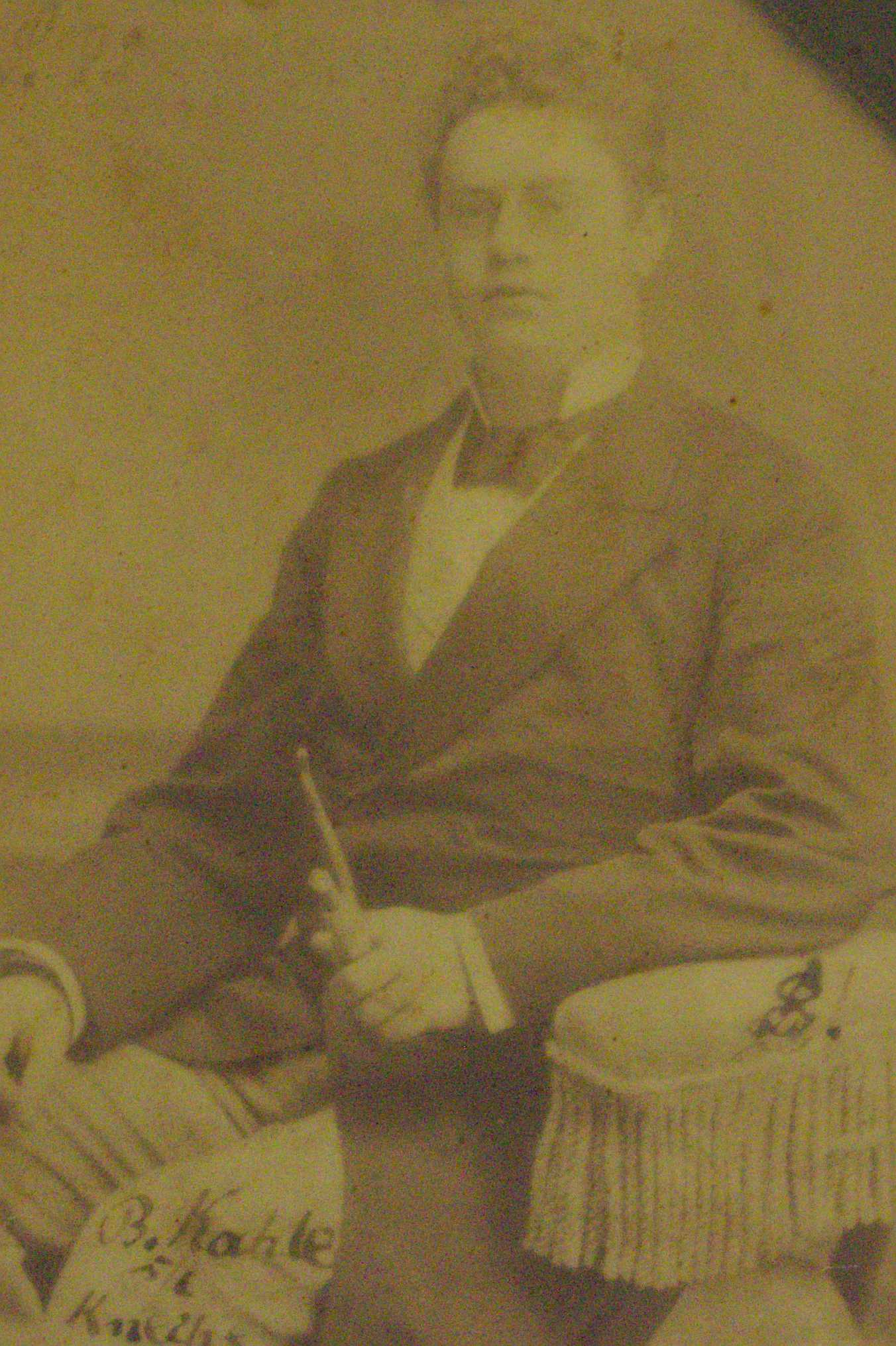
Bernhard Kahle als Student (1882)

Bernhard Hermann Kahle (* 25. August 1861 in Berlin; † 9. Dezember 1910 in Heidelberg) war ein deutscher Germanist und Skandinavist.

## Leben

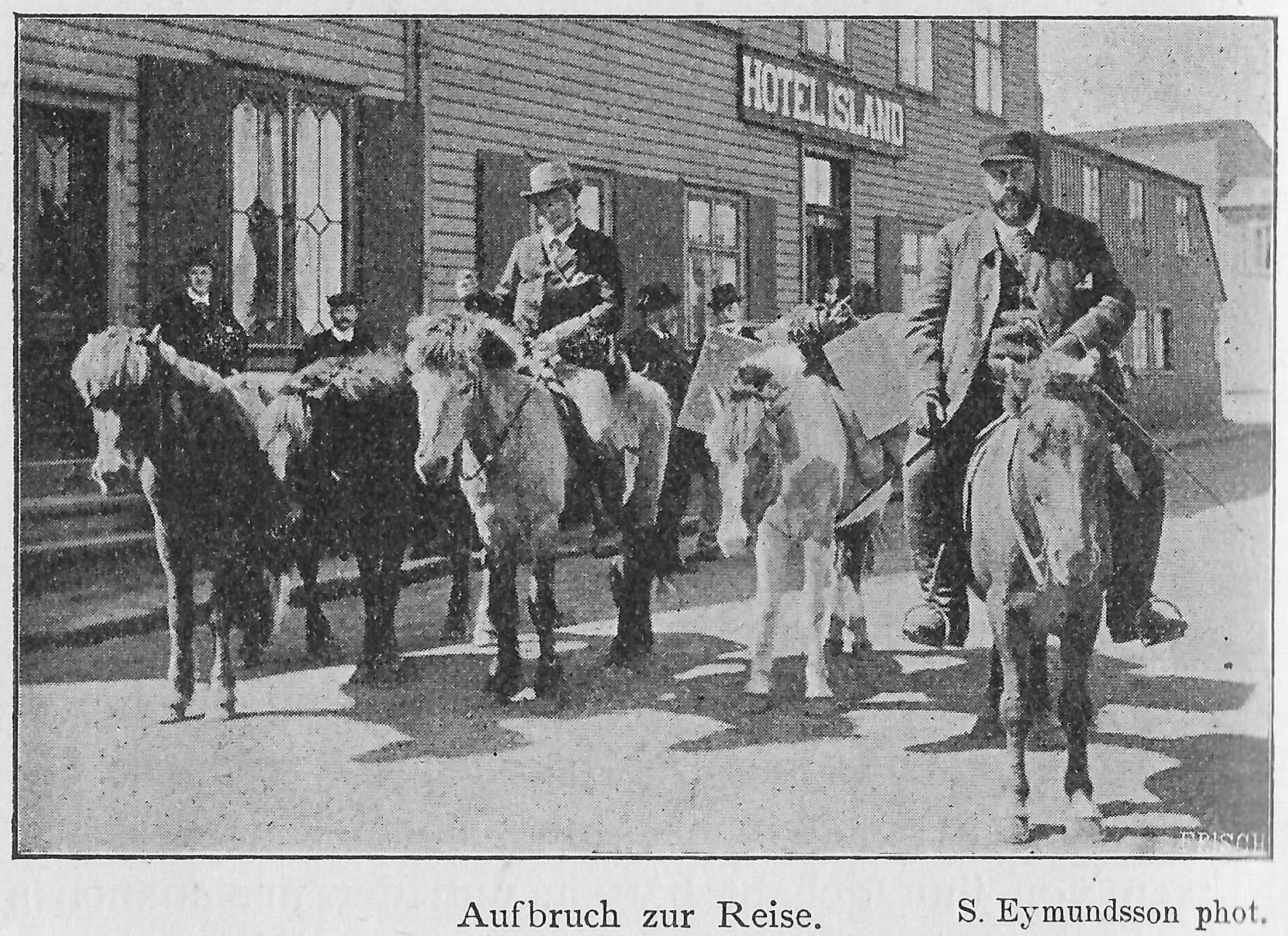
Bernhard Kahles Reisegruppe in Island 1897

Bernhard Kahle wurde als Sohn des Kreisgerichtsrats Konrad Kahle und seiner Ehefrau Rosalie, geborene von Vormann, in Berlin geboren. Nach Schulzeit und Abitur begann er 1881 ein Studium der Germanistik in Berlin. Im Sommersemester 1882 wechselte Kahle an die Ruprecht-Karls-Universität in Heidelberg, wo er der Studentenverbindung Leonensia beitrat. 1886 promovierte Kahle in Heidelberg. 1892 folgte ebenfalls in Heidelberg seine Habilitation mit anschließender Privatdozentur. Nach einer längeren, philologisch motivierten Studienreise 1897 nach Dänemark und Island wurde er 1898 durch die Universität Heidelberg zum außerordentlichen Professor ernannt.
Kahle war eine wichtige Mittlerfigur in der frühen Phase der Emanzipation und Konsolidierung der Skandinavistik als Fachdisziplin. Sein Altisländisches Elementarbuch (1900) gilt bis heute als ein Standardwerk, das mehrere Auflagen erfuhr. Er verfasste unter anderem ein Buch über Henrik Ibsen, Björnsterne Björnson und ihre Zeitgenossen (1908) und forschte zur Skaldik.

## Schriften (Auswahl)
- Die altnordische Sprache im Dienste des Christentums. I. Teil: Die Prosa. In: Acta Germanica. I Nr. 4, 1890, S. 305–425.
- Die Sprache der Skalden auf Grund der Binnen- und Endreime: verbunden mit einem Rimarium. Karl J. Trübner, Strassburg 1892.
- Isländische geistliche Dichtungen des ausgehenden Mittelalters. C. Winter, Heidelberg 1898.
- Altisländisches Elementarbuch. C. Winter, Heidelberg 1900; in 2. Auflage bearbeitet von Andreas Heusler, Heidelberg 1913; Nachdruck des Originals von 1900 im Aischines Verlag, Hugendubel München 2015.
- Ein Sommer auf Island: Mit zahlreichen Illustrationen u. Karten von Island. Bodenburg, 1900.
- Das Christentum in der altwestnordischen Dichtung. 1901.
- Über Steinhaufen, insbesondere auf Island. In: Zeitschrift für Volkskunde. XII (1902), S. 89.
- Altwestnordische Namenstudien. Karl J. Trübner, Strassburg 1903.
- Kristnisaga: þáttr Þorvalds en Vidförla, þáttr Ísleifs biskups Gizurarsonar, hrsg. von Bernhard Kahle, Hungrvaka Nr. 11, Max Niemeyer, Halle (Saale) 1905.
- Henrik Ibsen, Björnstjerne Björnson und ihre Zeitgenossen. Band 193. B. G. Teubner, Leipzig 1908.
- Das Motiv von der wiedergefundenen Schwester im Altisländischen. In: Beiträge zur Geschichte der deutschen Sprache und Literatur. Heft 34, 1909, S. 420–423.
- Die altwestnordischen Beinamen bis etwa zum Jahre 1400. In: Axel Kock, et al. (Hrsg.): Arkiv för nordisk filologi (ANF). Neue Folge, Band 22 (= Band 26 der Gesamtausgabe). C. W. K. Gleerups förlag, Lund 1910, S. 142–202 (mehrsprachig, Heft 1–2).
- Blätter der Erinnerung gesammelt aus Kneipzeitungen der Leonensia 1871-1886. eine Festgabe zum 17. Stiftungsfest der Leonensia : eine Erinnerung an das Jubiläum 1886, Greiz, Heidelberg 1888.